# Терешевцы
Терешевцы (укр. Терешівці) — село в Хмельницком районе Хмельницкой области Украины.
Население по переписи 2001 года составляло 707 человек. Почтовый индекс — 31326. Телефонный код — 382. Занимает площадь 2,802 км². Код КОАТУУ — 6825088701.

## Известные люди
В селе родился украинский композитор, поэт, художник В. И. Лазаренко.

## Местный совет
31326, Хмельницкая обл., Хмельницкий р-н, с. Терешевцы, ул. Центральная